# Mariko Kouda Concert Tour '96〜'97 "終わらないアンコール"
『Mariko Kouda Concert Tour '96〜'97 "終わらないアンコール"』（まりここうだコンサート9697おわらないアンコール）は、國府田マリ子の2枚目のライブ・ビデオ及びそれに収録されている楽曲。1997年12月3日、キングレコードより発売。
その後DVD版を2000年2月4日に発売。

## 解説
- '96～97年に行われたコンサートのうち、1996年8月21日中野サンプラザ、1996年12月21日川口リリアホール、および、1997年7月26～27日よみうりランドオープンシアターEASTで開催された模様を収録。

## サポートメンバー
マリコBAND
- 南明男：ギター、バンドマスター
- 春山信吾：ベース
- 平山牧伸：ドラム
- 大久保治信：キーボード
- 宮島律子：キーボード、コーラス

他バンドメンバー
- 山崎教昌：キーボード

スペシャルキャスト
- 南かおり
- 古川もとあき：ギター
- 土岐英史：サックス

## 収録曲
1. マリコBANDのテーマ〜どうしよう
（マリコBANDのテーマ） 作詞・作曲・編曲：南明男
（どうしよう） 作詞：谷亜ヒロコ、作曲：中崎英也、編曲：水島康貴
2. my best friend
作詞：國府田マリ子、作曲：TSUKASA・編曲：水島康貴
3. びんづめのうちゅう
作詞：國府田マリ子・TADASHI、作曲・編曲：西脇辰弥
4. 星降る涙の夜の彼方
作詞：國府田マリ子、作曲：広谷順子、編曲：西脇辰弥
5. いまある勇気
作詞：戸沢暢美、作曲・編曲：西脇辰弥
6. 愛のCrazyエプロン
作詞：國府田マリ子・戸沢暢美、作曲・編曲：中崎英也
7. BANDでワケあり
作詞：谷亜ヒロコ、作曲・編曲：西脇辰弥
8. 〜メッセージ〜
作詞：國府田マリ子・谷亜ヒロコ、作曲・編曲：西脇辰弥
9. 終わらないアンコール
作詞：國府田マリ子、作曲・編曲：南明男